# Waltz 2 (XO)
Waltz #2 (XO) è un singolo del cantautore statunitense Elliott Smith, pubblicato il 21 settembre 1998 come primo estratto dal quarto album in studio XO.

## Tracce

### Versione 7"
1. Waltz #2 (XO) - 4:35
2. Our Thing - 2:57

### Versione CD
1. Waltz #2 (XO) - 4:35
2. Our Thing - 2:57
3. How to Take a Fall - 2:50